# Okres Złotów
Okres Złotów (polsky Powiat złotowski) je okres v polském Velkopolském vojvodství. Rozlohu má 1660,91 km² a v roce 2019 zde žilo 69 433 obyvatel. Sídlem správy okresu je město Złotów.

## Gminy
Městská:
- Złotów

Městsko-vesnické:
- Jastrowie
- Krajenka
- Okonek

Vesnické:
- Lipka
- Tarnówka
- Zakrzewo
- Złotów

## Města
- Jastrowie
- Krajenka
- Okonek
- Złotów

## Sousední okresy
| Růžice kompasu | Szczecinek | Człuchów, Szczecinek | Człuchów | Růžice kompasu |
| Růžice kompasu | Drawsko    | Sever                | Sępólno  | Růžice kompasu |
| Růžice kompasu | Drawsko    | Okres Złotów         | Sępólno  | Růžice kompasu |
| Růžice kompasu | Drawsko    | Jih                  | Sępólno  | Růžice kompasu |
| Růžice kompasu | Wałcz      | Piła                 | Piła     | Růžice kompasu |